# Ronde van Spanje 2012/Startlijst
Hier een volledige lijst met deelnemers aan de Ronde van Spanje 2012

## Overzicht

### Team Movistar
| rugnummer | renner               | prestaties deze ronde               | opmerkingen              | eindklassering |
| --------- | -------------------- | ----------------------------------- | ------------------------ | -------------- |
| 1         | Juan José Cobo       |                                     |                          | 67e            |
| 2         | Jonathan Castroviejo |                                     |                          | 148e           |
| 3         | Imanol Erviti        | Strijdlustigste renner: 1e etappe   |                          | 132e           |
| 4         | Beñat Intxausti      |                                     |                          | 10e            |
| 5         | Pablo Lastras        |                                     |                          | 74e            |
| 6         | Javier Moreno        |                                     |                          | 66e            |
| 7         | Nairo Quintana       |                                     |                          | 36e            |
| 8         | José Joaquín Rojas   |                                     | Niet gestart: 14e etappe | DNF            |
| 9         | Alejandro Valverde   | Winnaar: 3e etappe en 8e etappe     |                          | 2e             |
|           |                      | Winnaar: 1e etappe (Ploegentijdrit) |                          |                |

### AG2R-La Mondiale
| rugnummer | renner            | prestaties deze ronde | opmerkingen              | eindklassering |
| --------- | ----------------- | --------------------- | ------------------------ | -------------- |
| 11        | John Gadret       |                       | Niet gestart: 10e etappe | DNF            |
| 12        | Maxime Bouet      |                       |                          | 20e            |
| 13        | Ben Gastauer      |                       |                          | 81e            |
| 14        | Blel Kadri        |                       |                          | 169e           |
| 15        | Lloyd Mondory     |                       |                          | 104e           |
| 16        | Matteo Montaguti  |                       |                          | 72e            |
| 17        | Rinaldo Nocentini |                       |                          | 18e            |
| 18        | Christophe Riblon |                       |                          | 162e           |
| 19        | Nicolas Roche     |                       |                          | 12e            |

### Andalucía
| rugnummer | renner               | prestaties deze ronde                        | opmerkingen              | eindklassering |
| --------- | -------------------- | -------------------------------------------- | ------------------------ | -------------- |
| 21        | Adrián Palomares     |                                              |                          | 112e           |
| 22        | Sergio Carrasco      |                                              |                          | 94e            |
| 23        | Gustavo César Veloso |                                              |                          | 114e           |
| 24        | Javier Chacón        | Strijdlustigste renner: 5e etappe, 9e etappe |                          | 161e           |
| 25        | Pablo Lechuga        |                                              | Opgave: 16e etappe       | DNF            |
| 26        | Juan José Lobato     |                                              |                          | 174e           |
| 27        | Javier Ramirez       |                                              |                          | 120e           |
| 28        | Jesús Rosendo        |                                              | Niet gestart: 19e etappe | DNF            |
| 29        | José Toribio Alcolea |                                              |                          | 133e           |

### Astana
| rugnummer | renner               | prestaties deze ronde                         | opmerkingen             | eindklassering |
| --------- | -------------------- | --------------------------------------------- | ----------------------- | -------------- |
| 31        | Fredrik Kessiakoff   | Winnaar en strijdlustigste renner: 11e etappe |                         | 61e            |
| 32        | Asan Bazajev         |                                               | Opgave: 20e etappe      | DNF            |
| 33        | Aleksandr Djatsjenko |                                               |                         | 137e           |
| 34        | Enrico Gasparotto    |                                               | Niet gestart: 2e etappe | DNF            |
| 35        | Andrej Kasjetsjkin   |                                               |                         | 34e            |
| 36        | Kevin Seeldraeyers   |                                               |                         | 39e            |
| 37        | Jegor Silin          |                                               |                         | 122e           |
| 38        | Paolo Tiralongo      |                                               |                         | 38e            |
| 39        | Andrej Zejts         |                                               |                         | 52e            |

### BMC Racing Team
| rugnummer | renner             | prestaties deze ronde                                               | opmerkingen | eindklassering |
| --------- | ------------------ | ------------------------------------------------------------------- | ----------- | -------------- |
| 41        | Philippe Gilbert   | Winnaar: 9e etappe en 19e etappe, strijdlustigste renner: 3e etappe |             | 59e            |
| 42        | Alessandro Ballan  |                                                                     |             | 63e            |
| 43        | Brent Bookwalter   |                                                                     |             | 78e            |
| 44        | Steven Cummings    | Winnaar: 13e etappe                                                 |             | 156e           |
| 45        | Yannick Eijssen    |                                                                     |             | 119e           |
| 46        | Klaas Lodewyck     |                                                                     |             | 116e           |
| 47        | Amaël Moinard      |                                                                     |             | 99e            |
| 48        | Steve Morabito     |                                                                     |             | 35e            |
| 49        | Mauro Santambrogio |                                                                     |             | 58e            |

### Caja Rural
| rugnummer | renner             | prestaties deze ronde                                               | opmerkingen | eindklassering |
| --------- | ------------------ | ------------------------------------------------------------------- | ----------- | -------------- |
| 51        | Javier Aramendia   | Strijdlustigste renner: 2e etappe, 7e etappe, 8e etappe, 10e etappe |             | 170e           |
| 52        | Hernâni Brôco      |                                                                     |             | 53e            |
| 53        | André Cardoso      |                                                                     |             | 21e            |
| 54        | Manuel Cardoso     |                                                                     |             | 160e           |
| 55        | David de la Fuente |                                                                     |             | 65e            |
| 56        | Aitor Galdós       |                                                                     |             | 173e           |
| 57        | Marcos García      |                                                                     |             | 27e            |
| 58        | Danail Petrov      |                                                                     |             | 168e           |
| 59        | Antonio Piedra     | Winnaar en strijdlustigste renner: 15e etappe                       |             | 84e            |

### Cofidis, le crédit en ligne
| rugnummer | renner          | prestaties deze ronde             | opmerkingen             | eindklassering |
| --------- | --------------- | --------------------------------- | ----------------------- | -------------- |
| 61        | David Moncoutié |                                   |                         | 109e           |
| 62        | Yoann Bagot     |                                   | Niet gestart: 8e etappe | DNF            |
| 63        | Florent Barle   |                                   |                         | 129e           |
| 64        | Mickaël Buffaz  |                                   |                         | 45e            |
| 65        | Leonardo Duque  |                                   |                         | 80e            |
| 66        | Egoitz García   |                                   |                         | 101e           |
| 67        | Luis Ángel Maté | Strijdlustigste renner: 4e etappe |                         | 47e            |
| 68        | Rudy Molard     |                                   |                         | 113e           |
| 69        | Nico Sijmens    |                                   |                         | 87e            |

### Euskaltel-Euskadi
| rugnummer | renner          | prestaties deze ronde              | opmerkingen | eindklassering |
| --------- | --------------- | ---------------------------------- | ----------- | -------------- |
| 71        | Igor Antón      |                                    |             | 9e             |
| 72        | Mikel Astarloza | Strijdlustigste renner: 12e etappe |             | 48e            |
| 73        | Mikel Landa     |                                    |             | 69e            |
| 74        | Juan José Oroz  |                                    |             | 50e            |
| 75        | Rubén Pérez     |                                    |             | 75e            |
| 76        | Romain Sicard   |                                    |             | 44e            |
| 77        | Amets Txurruka  |                                    |             | 30e            |
| 78        | Iván Velasco    |                                    |             | 26e            |
| 79        | Gorka Verdugo   |                                    |             | 11e            |

### FDJ-BigMat
| rugnummer | renner            | prestaties deze ronde | opmerkingen        | eindklassering |
| --------- | ----------------- | --------------------- | ------------------ | -------------- |
| 81        | Arnold Jeannesson |                       |                    | 64e            |
| 82        | William Bonnet    |                       |                    | 152e           |
| 83        | David Boucher     |                       | Opgave: 4e etappe  | DNF            |
| 84        | Nacer Bouhanni    |                       | Opgave: 13e etappe | DNF            |
| 85        | Arnaud Courteille |                       |                    | 154e           |
| 86        | Rémi Pauriol      |                       |                    | 23e            |
| 87        | Gabriel Rasch     |                       |                    | 118e           |
| 88        | Dominique Rollin  |                       |                    | 153e           |
| 89        | Benoît Vaugrenard |                       |                    | 156e           |

### Garmin-Sharp
| rugnummer | renner              | prestaties deze ronde | opmerkingen | eindklassering |
| --------- | ------------------- | --------------------- | ----------- | -------------- |
| 91        | Andrew Talansky     |                       |             | 7e             |
| 92        | Thomas Dekker       |                       |             | 149e           |
| 93        | Koldo Fernández     |                       |             | 134e           |
| 94        | Michel Kreder       |                       |             | 96e            |
| 95        | Raymond Kreder      |                       |             | 172e           |
| 96        | Christophe Le Mével |                       |             | 31e            |
| 97        | Martijn Maaskant    |                       |             | 150e           |
| 98        | Thomas Peterson     |                       |             | 115e           |
| 99        | Johan Vansummeren   |                       |             | 79e            |

### Katjoesja
| rugnummer | renner            | prestaties deze ronde                        | opmerkingen | eindklassering |
| --------- | ----------------- | -------------------------------------------- | ----------- | -------------- |
| 101       | Joaquim Rodríguez | Winnaar: 6e etappe, 12e etappe en 14e etappe |             | 3e             |
| 102       | Pavel Broett      |                                              |             | 106e           |
| 103       | Xavier Florencio  |                                              |             | 105e           |
| 104       | Michail Ignatiev  |                                              |             | 171e           |
| 105       | Alberto Losada    |                                              |             | 37e            |
| 106       | Denis Mensjov     | Winnaar: 20e etappe                          |             | 54e            |
| 107       | Daniel Moreno     |                                              |             | 5e             |
| 108       | Gatis Smukulis    | Strijdlustigste renner: 18e etappe           |             | 117e           |
| 109       | Ángel Vicioso     |                                              |             | 95e            |

### Lampre-ISD
| rugnummer | renner              | prestaties deze ronde | opmerkingen              | eindklassering |
| --------- | ------------------- | --------------------- | ------------------------ | -------------- |
| 111       | Damiano Cunego      |                       |                          | 33e            |
| 112       | Winner Anacona      |                       |                          | 19e            |
| 113       | Davide Cimolai      |                       |                          | 163e           |
| 114       | Denys Kostjoek      |                       |                          | 56e            |
| 115       | Oleksandr Kvatsjoek |                       |                          | 125e           |
| 116       | Marco Marzano       |                       |                          | 73e            |
| 117       | Przemysław Niemiec  |                       |                          | 15e            |
| 118       | Morris Possoni      |                       | Niet gestart: 13e etappe | DNF            |
| 119       | Davide Viganò       |                       |                          | 141e           |

### Liquigas-Cannondale
| rugnummer | renner               | prestaties deze ronde | opmerkingen        | eindklassering |
| --------- | -------------------- | --------------------- | ------------------ | -------------- |
| 121       | Eros Capecchi        |                       |                    | 25e            |
| 122       | Maciej Bodnar        |                       |                    | 138e           |
| 123       | Mauro Da Dalto       |                       |                    | 130e           |
| 124       | Tiziano Dall'Antonia |                       |                    | 140e           |
| 125       | Maciej Paterski      |                       |                    | 89e            |
| 126       | Daniele Ratto        |                       | Opgave: 12e etappe | DNF            |
| 127       | Cristiano Salerno    |                       |                    | 49e            |
| 128       | Cayetano Sarmiento   |                       |                    | 60e            |
| 129       | Elia Viviani         |                       |                    | 128e           |

### Lotto-Belisol
| rugnummer | renner                | prestaties deze ronde | opmerkingen              | eindklassering |
| --------- | --------------------- | --------------------- | ------------------------ | -------------- |
| 131       | Jurgen Van den Broeck |                       | Niet gestart: 14e etappe | DNF            |
| 132       | Bart De Clercq        |                       |                          | 17e            |
| 133       | Jens Debusschere      |                       | Niet gestart: 14e etappe | DNF            |
| 134       | Adam Hansen           |                       |                          | 123e           |
| 135       | Olivier Kaisen        |                       | Opgave: 14e etappe       | DNF            |
| 136       | Gianni Meersman       |                       |                          | 57e            |
| 137       | Vicente Reynés        |                       |                          | 82e            |
| 138       | Joost van Leijen      |                       | Opgave: 17e etappe       | DNF            |
| 139       | Frederik Willems      |                       |                          | 142e           |

### Omega Pharma-Quickstep
| rugnummer | renner             | prestaties deze ronde                         | opmerkingen        | eindklassering |
| --------- | ------------------ | --------------------------------------------- | ------------------ | -------------- |
| 141       | Tony Martin        |                                               | Opgave: 20e etappe | DNF            |
| 142       | Dario Cataldo      | Winnaar en strijdlustigste renner: 16e etappe |                    | 51e            |
| 143       | Kevin De Weert     |                                               |                    | 41e            |
| 144       | Serge Pauwels      |                                               |                    | 24e            |
| 145       | František Raboň    |                                               |                    | 157e           |
| 146       | Gert Steegmans     |                                               |                    | 110e           |
| 147       | Zdeněk Štybar      |                                               |                    | 76e            |
| 148       | Niki Terpstra      |                                               |                    | 127e           |
| 149       | Kristof Vandewalle |                                               |                    | 91e            |

### Orica-GreenEdge
| rugnummer | renner               | prestaties deze ronde                                                  | opmerkingen              | eindklassering |
| --------- | -------------------- | ---------------------------------------------------------------------- | ------------------------ | -------------- |
| 151       | Allan Davis          |                                                                        |                          | 167e           |
| 152       | Simon Clarke         | Winnaar: 4e etappe en bergklassement, strijdlustige renner: 20e etappe |                          | 77e            |
| 153       | Julian Dean          |                                                                        |                          | 158e           |
| 154       | Mitchell Docker      |                                                                        |                          | 166e           |
| 155       | Cameron Meyer        |                                                                        | Niet gestart: 16e etappe | DNF            |
| 156       | Travis Meyer         |                                                                        |                          | 165e           |
| 157       | Wesley Sulzberger    |                                                                        |                          | 145e           |
| 158       | Daniel Teklehaimanot |                                                                        |                          | 146e           |
| 159       | Pieter Weening       |                                                                        |                          | 88e            |

### Rabobank
| rugnummer | renner             | prestaties deze ronde              | opmerkingen | eindklassering |
| --------- | ------------------ | ---------------------------------- | ----------- | -------------- |
| 161       | Robert Gesink      |                                    |             | 6e             |
| 162       | Lars Boom          |                                    |             | 107e           |
| 163       | Matti Breschel     |                                    |             | 159e           |
| 164       | Stef Clement       |                                    |             | 100e           |
| 165       | Laurens ten Dam    |                                    |             | 8e             |
| 166       | Juan Manuel Gárate | Strijdlustigste renner: 14e etappe |             | 42e            |
| 167       | Bauke Mollema      |                                    |             | 28e            |
| 168       | Grischa Niermann   |                                    |             | 103e           |
| 169       | Dennis van Winden  |                                    |             | 164            |

### RadioShack-Nissan-Trek
| rugnummer | renner          | prestaties deze ronde | opmerkingen              | eindklassering |
| --------- | --------------- | --------------------- | ------------------------ | -------------- |
| 171       | Maxime Monfort  |                       |                          | 16e            |
| 172       | Jan Bakelants   |                       |                          | 22e            |
| 173       | Daniele Bennati | Winnaar: 18e etappe   |                          | 144e           |
| 174       | Laurent Didier  |                       |                          | 86e            |
| 175       | Linus Gerdemann |                       | Opgave: 18e etappe       | DNF            |
| 176       | Markel Irizar   |                       |                          | 93e            |
| 177       | Tiago Machado   |                       |                          | 40e            |
| 178       | Grégory Rast    |                       |                          | 92e            |
| 179       | Hayden Roulston |                       | Niet gestart: 13e etappe | DNF            |

### Sky ProCycling
| rugnummer | renner              | prestaties deze ronde              | opmerkingen        | eindklassering |
| --------- | ------------------- | ---------------------------------- | ------------------ | -------------- |
| 181       | Chris Froome        |                                    |                    | 4e             |
| 182       | Juan Antonio Flecha | Strijdlustigste renner: 13e etappe |                    | 98e            |
| 183       | Sergio Henao        |                                    |                    | 14e            |
| 184       | Danny Pate          |                                    |                    | 147e           |
| 185       | Richie Porte        |                                    |                    | 68e            |
| 186       | Ian Stannard        |                                    |                    | 111e           |
| 187       | Ben Swift           |                                    |                    | 121e           |
| 188       | Rigoberto Urán      |                                    |                    | 29             |
| 189       | Xabier Zandio       |                                    | Opgave: 12e etappe | DNF            |

### Argos-Shimano
| rugnummer | renner              | prestaties deze ronde                               | opmerkingen       | eindklassering |
| --------- | ------------------- | --------------------------------------------------- | ----------------- | -------------- |
| 191       | John Degenkolb      | Winnaar: 2e, 5e, 7e etappe en 10e etappe 21e etappe |                   | 131e           |
| 192       | Koen de Kort        |                                                     |                   | 85e            |
| 193       | Yukihiro Doi        |                                                     |                   | 139e           |
| 194       | Tom Dumoulin        |                                                     | Opgave: 8e etappe | DNF            |
| 195       | Johannes Fröhlinger |                                                     |                   | 83e            |
| 196       | Alexandre Geniez    |                                                     |                   | 90e            |
| 197       | Simon Geschke       |                                                     |                   | 71e            |
| 198       | Thierry Hupond      |                                                     |                   | 124e           |
| 199       | Ji Cheng            | Strijdlustigste renner: 19e etappe                  |                   | 175e           |

### Saxo Bank-Tinkoff Bank
| rugnummer | renner           | prestaties deze ronde                                                           | opmerkingen | eindklassering |
| --------- | ---------------- | ------------------------------------------------------------------------------- | ----------- | -------------- |
| 201       | Alberto Contador | Winnaar en strijdlustigste renner: 17e etappe Strijdlustigste renner 21e etappe |             | 1e             |
| 202       | Jesús Hernández  |                                                                                 |             | 43e            |
| 203       | Rafał Majka      |                                                                                 |             | 32e            |
| 204       | Daniel Navarro   |                                                                                 |             | 55e            |
| 205       | Benjamín Noval   |                                                                                 |             | 108e           |
| 206       | Sérgio Paulinho  |                                                                                 |             | 70e            |
| 207       | Bruno Pires      |                                                                                 |             | 97e            |
| 208       | Nicki Sørensen   |                                                                                 |             | 155e           |
| 209       | Matteo Tosatto   |                                                                                 |             | 135e           |

### Vacansoleil-DCM
| rugnummer | renner            | prestaties deze ronde             | opmerkingen        | eindklassering |
| --------- | ----------------- | --------------------------------- | ------------------ | -------------- |
| 211       | Thomas De Gendt   | Strijdlustigste renner: 6e etappe |                    | 62e            |
| 212       | Martijn Keizer    |                                   |                    | 102e           |
| 213       | Sergej Lagoetin   |                                   |                    | 46e            |
| 214       | Pim Ligthart      |                                   |                    | 126e           |
| 215       | Bert-Jan Lindeman |                                   |                    | 143e           |
| 216       | Tomasz Marczyński |                                   |                    | 13e            |
| 217       | Wouter Mol        |                                   |                    | 151e           |
| 218       | Rob Ruijgh        |                                   | Opgave: 17e etappe | DNF            |
| 219       | Rafael Valls      |                                   | Opgave: 14e etappe | DNF            |

## Deelnemers per land
| Deelnemers | Land                                                                                       |
| ---------- | ------------------------------------------------------------------------------------------ |
| 48         | Spanje                                                                                     |
| 22         | Frankrijk                                                                                  |
| 20         | Italië, Nederland                                                                          |
| 19         | België                                                                                     |
| 8          | Australië                                                                                  |
| 6          | Colombia, Duitsland, Portugal                                                              |
| 5          | Polen                                                                                      |
| 4          | Verenigd Koninkrijk, Kazachstan, Rusland, Verenigde Staten,                                |
| 2          | Tsjechië, Denemarken, Luxemburg, Nieuw-Zeeland, Zwitserland, Oekraïne                      |
| 1          | Bulgarije, Canada, China, Eritrea, Ierland, Japan, Letland, Noorwegen, Zweden, Oezbekistan |

1e etappe ·
2e etappe ·
3e etappe ·
4e etappe ·
5e etappe ·
6e etappe ·
7e etappe ·
8e etappe ·
9e etappe ·
10e etappe ·
11e etappe ·
12e etappe ·
13e etappe ·
14e etappe ·
15e etappe ·
16e etappe ·
17e etappe ·
18e etappe ·
19e etappe ·
20e etappe ·
21e etappe
Startlijst · Eindstanden · Afbeeldingen